# Trinity Palmetto Point
Trinity Palmetto Point är en parish i Saint Kitts och Nevis. Den ligger i den centrala delen av landet, 5 km nordväst om huvudstaden Basseterre. Antalet invånare är 1 692. Arean är 16,0 kvadratkilometer. Trinity Palmetto Point ligger på ön Saint Christopher.
Huvudort är Trinity. Dessutom finns orten Boyd's. I Trinity Palmetto Point finns även udden Bloody Point.